# Signe de Froment
L'appellation signe de Froment désigne plusieurs signes détectant un déficit moteur de nerfs périphériques décrits par le neurologue français Jules Froment (1878-1946).
Le plus connu ou signe de Froment proprement dit est le signe du journal ou signe du pouce,. Il se manifeste par une difficulté à maintenir une feuille de papier entre le pouce et l'index. Pour y parvenir, le sujet doit fléchir son pouce contre la deuxième phalange de l'index, fléchi lui aussi,.
Ce signe indique l'atteinte de nerf ulnaire (cubital), et plus spécialement de l'innervation de l'adducteur du pouce,.
Les autres signes de Froment sont :
- signe de la flexion des jambes, le sujet étant à plat ventre, lors de la flexion énergique de la jambe atteinte sur la cuisse, le pied reste ballant, ce qui indique une paralysie du nerf sciatique poplité externe.
- signe de la station à cloche-pied, lors d'une station sur la jambe malade, le mollet et le tendon d'Achille restent flasques, ce qui indique une paralysie du nerf sciatique poplité interne.